# Konferencja Episkopatu Węgier
Konferencja Episkopatu Węgier (węg. Magyar Katolikus Püspöki Konferencia, MKPK) – konferencja episkopatu zrzeszająca biskupów katolickich z Węgier.

## Prezydium
- Przewodniczący: bp András Veres
- Wiceprzewodniczący: abp György Udvardy (od 2015)
- Sekretarz Generalny: ks. Gábor Németh (od 2024)

## Przewodniczący
- Endre Hamvas (1966–1969)
- József Ijjas (1969–1976)
- László Lékai (1976–1986)
- László Paskai (1986–1990)
- István Seregély (1990–2005)
- Péter Erdő (2005–2015)
- András Veres (od 2015)